# Rejtjelek
A Rejtjelek (eredeti cím: Blindspot)  egy amerikai bűnügyi dráma, melyet Martin Gero hozott létre. Főszerepben Sullivan Stapleton és Jaimie Alexander.
Az 1. évad amerikai bemutatója 2015. szeptember 21-én volt látható az NBC műsorán. Magyarországon az első évadot 2016. március 24-én lehetett látni a Cool TV-n.

## Történet
A Time Square-en, egy nagy sporttáskában egy súlyos amnéziában szenvedő nőt találnak. Hátán az egyik tetoválás a következő: "Kurt Weller FBI".
A nő testét tetőtől talpig kisebb-nagyobb tetoválások borítják, amik jelentését apránként sikerül megfejteniük a nyomozóknak - egy idő után a nő bevonásával, akinek eszébe jut egy-egy emlék. 
Kiderül, hogy minden egyes tetoválás egy-egy megoldandó, sokszor még csak tervezett bűntény körülményeire utal, és amik révén egyre közelebb kerülnek annak megfejtéséhez is, hogy ki is a rejtélyes nő.

## Szereplők
| Szereplő          | Színész                | Magyar hang    |
| ----------------- | ---------------------- | -------------- |
| Kurt Weller       | Sullivan Stapleton     | Kálid Artúr    |
| Jane Doe          | Jaimie Alexander       | Kéri Kitty     |
| Edgar Reade       | Rob Brown              | Varga Gábor    |
| Tasha Zapata      | Audrey Esparza         | Németh Borbála |
| Patterson         | Ashley Johnson         | Kelemen Kata   |
| Dr. Robert Borden | Ukweli Roach           | Juhász Zoltán  |
| Bethany Mayfair   | Marianne Jean-Baptiste | Kocsis Mariann |

## Epizódok
| Évad | Évad | Részek száma | Részek száma | Eredeti sugárzás     | Eredeti sugárzás | Eredeti adó | Magyar sugárzás     | Magyar sugárzás     | Magyar adó |
| Évad | Évad | Részek száma | Részek száma | Évadbemutató         | Évadzáró         | Eredeti adó | Évadbemutató        | Évadzáró            | Magyar adó |
| ---- | ---- | ------------ | ------------ | -------------------- | ---------------- | ----------- | ------------------- | ------------------- | ---------- |
|      | 1.   | 23           | 23           | 2015. szeptember 21. | 2016. május 23.  | NBC         | 2016. március 24.   | 2016. augusztus 25. | Cool TV    |
|      | 2.   | 22           | 22           | 2016. szeptember 14. | 2017. május 17.  | NBC         | 2017. február 16.   | 2017. július 13.    | Cool TV    |
|      | 3.   | 22           | 22           | 2017. október 27.    | 2018. május 18.  | NBC         | 2018. január 25.    | 2018. június 28.    | Cool TV    |
|      | 4.   | 22           | 22           | 2018. oktober 4.     | 2019. május 31.  | NBC         | 2019. december 21.  | 2019. december 21.  | HBO Go     |
|      | 5.   | 11           | 11           | 2020. május 7.       | 2020. július 23. | NBC         | 2020. szeptember 5. | 2020. szeptember 5. | HBO Go     |